# Dørlukker
En dørlukker eller en dørpumpeer defineret som enhver mekanisk anordning, der lukker en dør på en kontrolleret måde og forhindrer den i at smække, generelt efter at nogen åbner den, eller efter at den blev åbnet automatisk. Kraften, der bruges til at åbne døren, lagres i en type fjeder, og når den slippes, bruges denne energi til at returnere døren til en lukket stilling. 